# Route 109 (Québec)
Die Route 109 ist eine Nationalstraße (Route nationale) der kanadischen Provinz Québec und führt durch die Verwaltungsregionen Nord-du-Québec und Abitibi-Témiscamingue.

## Streckenbeschreibung
Die 222,7 km lange Überlandstraße führt von Matagami – die Route de la Baie James bildet dort die nördliche Fortsetzung – in südlicher Richtung über Amos nach Rivière-Héva, wo sie als Abzweig der Route 117 (Trans-Canada-Highway) endet.